# Max Kidruk
Maksym Ivanovych Kidruk (en ucraniano: Максим Іванович Кідрук; nacido el 1 de abril de 1984) es un escritor ucraniano de  viajes y escritor de ficción. Su carrera profesional comenzó en 2009 con la novela autobiográfica Las crónicas mexicanas, que describe el viaje a través de México desde el Océano Pacífico hasta el Mar Caribe. Desde entonces, Kidruk ha viajado por 29 países y ha escrito ocho libros de ficción que incluyen relatos de viajes, historias de aventuras y thrillers. Es autor del primer tecno-thriller ucraniano Bot. La mayoría de sus historias se basan en lugares y sucesos reales de los que Kidruk fue testigo o de los que oyó hablar a sus compañeros de viaje. Desde 2012, trabaja exclusivamente en el género del tecno-thriller.

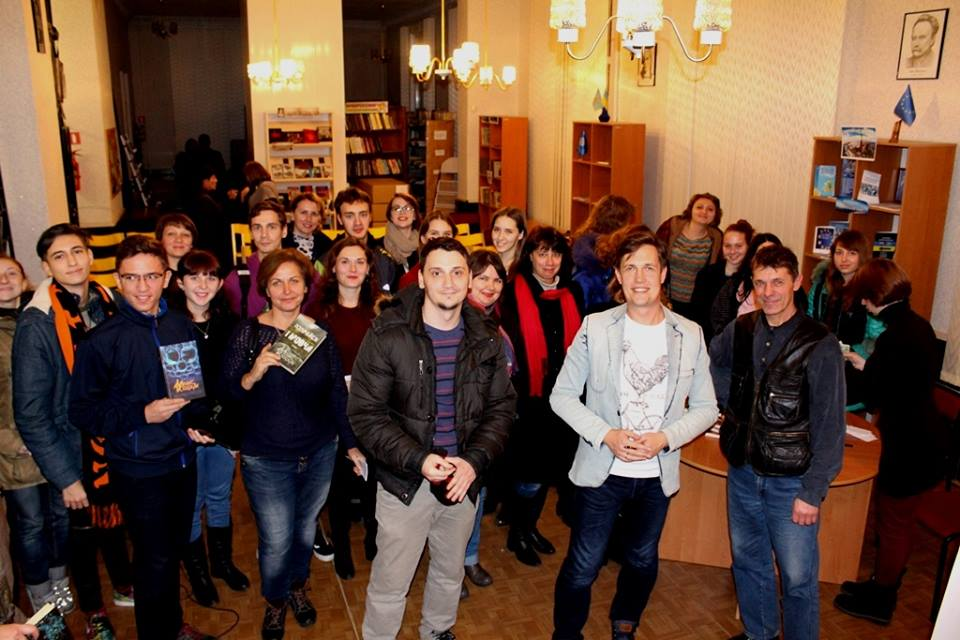

## Vida
Kidruk nació el 1 de abril de 1984 en Volodymyrets, una pequeña ciudad del oeste de Ucrania (región de Rivne).
En 2006 se licenció en Ingeniería por la Universidad Nacional de Gestión del Agua y Aprovechamiento de los Recursos Naturales (situada en la ciudad de Rivne). Mientras estudiaba en la universidad, Kidruk también trabajó como programador en la empresa rusa de desarrollo ASCON. Tras graduarse, Kidruk se trasladó a Kiev y se doctoró en el Universidad Técnica Nacional "Instituto Politécnico de Kiev".

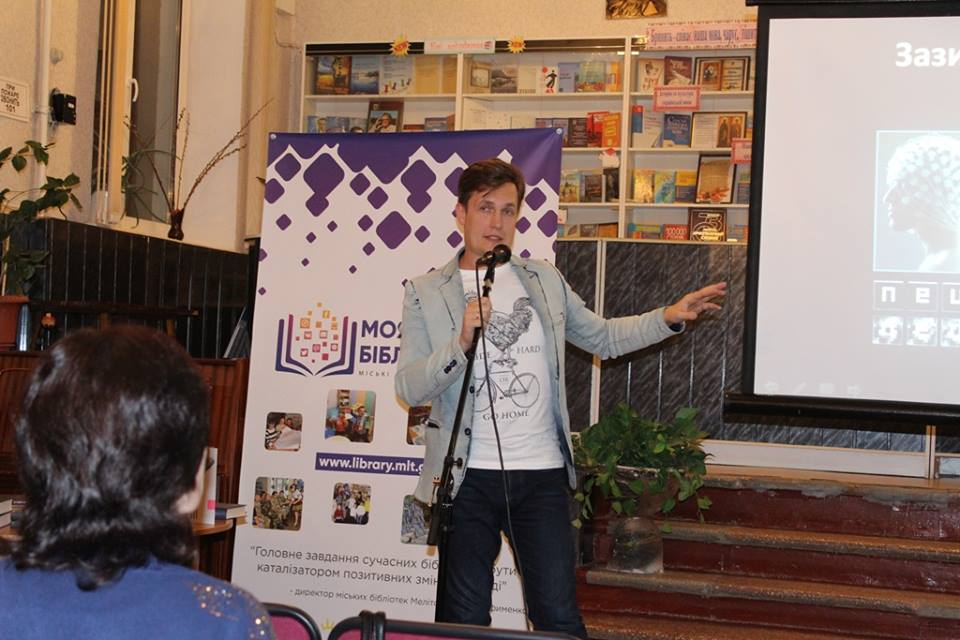

En 2007 Kidruk obtuvo una beca del Instituto Sueco y se trasladó a Estocolmo. Estudió Desarrollo sostenible en el Real Instituto Sueco de Tecnología (Kungliga Tekniska Hogskolan - KTH), una de las principales universidades técnicas de Europa en aquel momento.
Durante los dos años siguientes, Kidruk vivió en Europa, alejándose gradualmente de la ciencia y acercándose a la literatura.
Durante el verano de 2008 Kidruk inició su primer gran viaje al extranjero, volando a México y cruzando el país desde la costa occidental a la oriental con una pequeña mochila y poco dinero. Las aventuras del viaje formaron el núcleo de su primer libro publicado, Las crónicas mexicanas. El libro se convirtió en un éxito instantáneo en Ucrania (la primera edición se agotó en 6 meses, durante los 3 años siguientes el libro se reeditó 3 veces), y Kidruk decidió dejar su carrera científica y centrarse en la literatura. El siguiente gran viaje de Kidruk a Sudamérica e Isla de Pascua se convirtió en su segundo libro de viajes El viaje al ombligo del mundo, publicado en 2010. El libro también tuvo éxito (la segunda edición apareció en 2012). Durante 2010-2012 Kidruk visitó Angola, Namibia, Ecuador, Perú, Chile, Brasil, China, Turquía, Noruega, Siria, Líbano, Jordania, Egipto, Nueva Zelanda, Italia, Francia y otros, en total casi 30 países. Accidentalmente se convirtió en testigo de la Levantamiento egipcio en 2011, permaneciendo dos semanas en la plaza Tahrir rodeado de árabes que protestaban contra Presidente Mubarak. Más tarde, en 2011, Kidruk organizó una respuesta a un concurso de acoso sexual "Gana una esposa ucraniana" lanzado por la emisora de radio neozelandesa The Rock Fm (la acción tuvo lugar en Auckland, Nueva Zelanda, se describe en un libro autobiográfico ¡A Nueva Zelanda! ).
En 2012 Kidruk publicó el tecno-thriller Bot, una historia basada en la programación, la nanotecnologías y los misterios de un cerebro humano. Esta obra tuvo mucho éxito. La primera edición de Bot se agotó en 3 meses. El libro entró en la lista de las librerías "Knyharnya Ye" en el número dieciséis, alcanzando el número dos en sólo dos semanas, y permaneciendo en la lista de los diez primeros durante doce semanas.[cita requerida] Bot está siendo traducido al Ruso, al Polaco y al alemán.
En septiembre de 2013 tecno-thriller se publicó The Stronghold.
En otoño de 2014 el thriller Cielo cruel ("Жорстоке небо") fue publicada por el "Club del Ocio Familiar" ("Клуб сімейного дозвілля").

## Bibliografía

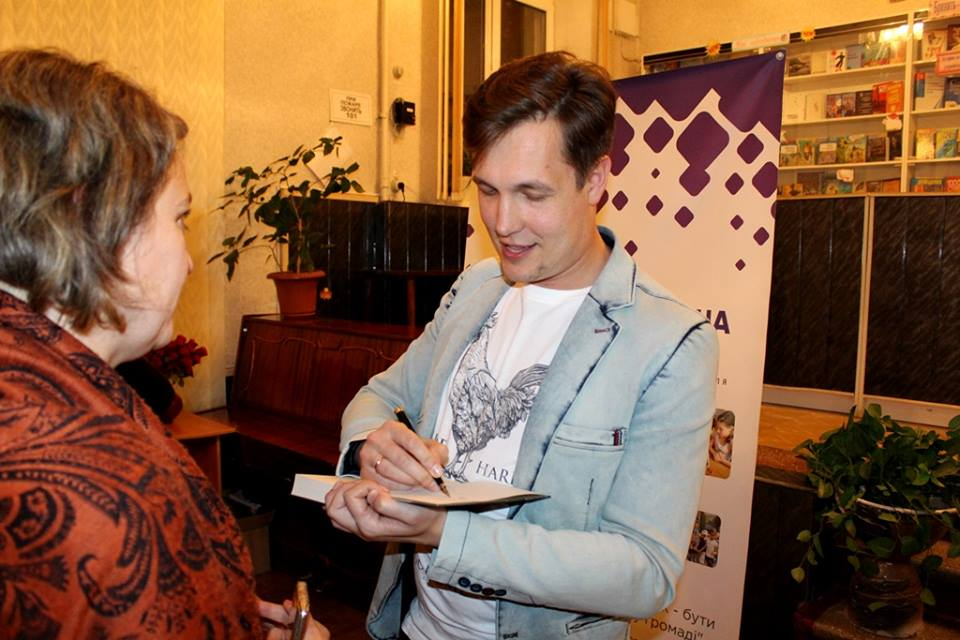

### Ficción
- 2009 – The Mexican Chronicles. One Dream Story – a travelogue;[7] — ISBN 978-966-2961-46-1
- 2010 – The Journey to the Navel of the World. Volume 1 – a travelogue;[8] — ISBN 978-966-2961-60-7
- 2010 – The Journey to the Navel of the World. Volume 2 – a travelogue; — ISBN 978-966-2961-61-4
- 2011 – Screwballs in Mexico, a collection of adventure stories;
- 2011 – Screwballs in Peru, a collection of adventure stories;
- 2011 – Love and Piranhas, a travelogue;[9] — ISBN 978-966-29-6148-5
- 2012 – Bot, a techno-thriller;[10] — ISBN 978-966-14-4005-9
- 2013 – The Stronghold, a psycho-thriller;[11] — ISBN 978-966-14-5686-9
- 2014 – To New Zealand!, an autobiographical novel;[12] — ISBN 978-966-14-6310-2
- 2014 – Cruel Sky, a techno-thriller;[13] — ISBN 978-966-14-7843-4
- 2015 — Bot II: The Guayaquil Paradox, a techno-thriller; — ISBN 978-966-14-9632-2
- 2016 — Look Into My Dreams a thriller;[14] — ISBN 978-617-12-1504-7
- 2017 — Don't Look Back and Don't Speak (Не озирайся і мовчи);[15] — ISBN 978-617-12-3865-7
- 2018 — Where There Is No God (Де немає Бога);[16] — ISBN 978-617-12-4950-9
- 2019 — For Future's Sake (Заради майбутнього);[17] — ISBN 978-617-12-5961-4
- 2019 — Until Light Goes Out Forever (Доки світло не згасне назавжди) — ISBN 978-617-12-6116-7
- 2023 – New dark ages. Colony (Нові темні віки. Колонія) – ISBN 978-617-95267-0-1[18]

### Libros periodísticos
- 2015 – Unbrotherly (Небратні)[19] — ISBN 978-966-14-8789-4

### Libros en colaboración
- 2011 – 20 Writers of Modern Ukraine
- 2011 – Writers on Football
- 2014 – Ode to Joy[20]
- 2015 – Volunteers. Mobilization of the Good[21]

### Traducciones
- 2012 - «Wodka für den Torwart: 11 Fußball-Geschichten aus der Ukraine» (in German)
- 2013 – Bot (in Russian)
- 2014 – «MAJDAN!: Ukraine, Europa» (in collaboration, in German)
- 2014 – Bot (in Polish)
- 2015 – «Ja, Ukrainiec» (in Polish)

### Libros técnicos
- 2008 – ArCon: Interior Design and Architectural Simulation for All (in Russian)
- 2009 – Compass-3D V10 for 100% (in Russian)
- 2009 – Video manual for self-tuition on Compass-3D (DVD) (in Russian)
- 2010 – Work in designing system Compass-3D V11 (in Russian)

## Premios
- 2º premio en el concurso Coronación de la Palabra 2009.[22]
- Ganador de "El libro del año 2010" de la revista ucraniana Correspondent.[23]
- "El descubrimiento del año 2009 en literatura"[24]